# Basílica de Santa Maria in Montesanto
La basílica de Santa Maria in Montesanto (en italiano: basilica di Santa Maria in Montesanto) es una iglesia de Roma situada en el rione de Campo Marzio, en la Piazza del Popolo, entre la Via del Corso y la Via del Babuino, conocida también como la «iglesia de los artistas» (chiesa degli artisti). Es considerada popularmente como la iglesia «gemela» de Santa Maria dei Miracoli, pese a que presentan sensibles diferencias sobre todo en su planimetría.

## Historia

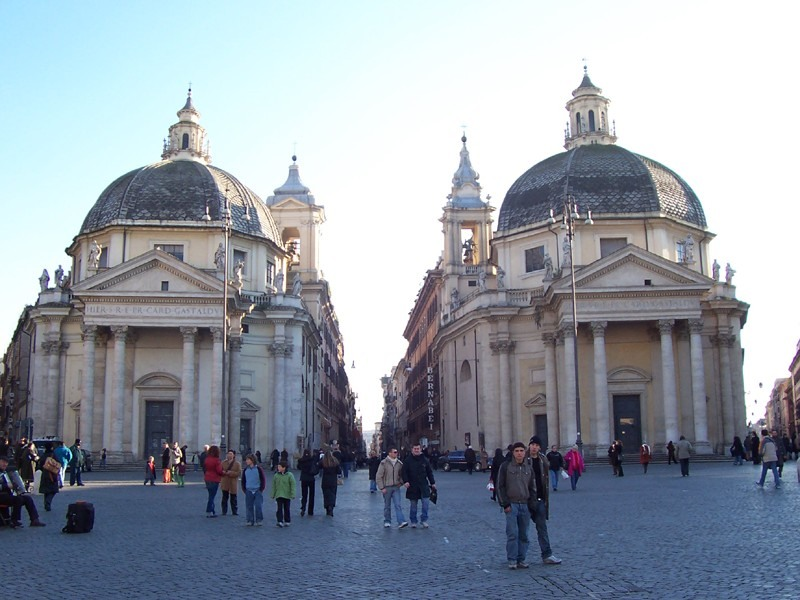
A la izquierda, la iglesia de Santa Maria in Montesanto. A la derecha, la iglesia de Santa Maria dei Miracoli.

El nombre de la basílica se debe a que sustituyó a una pequeña iglesia preexistente que pertenecía a los hermanos carmelitas de la provincia de Monte Santo en Sicilia. Fue construida a partir de 1662 por órdenes del papa Alejandro VII, por iniciativa del cardenal Girolamo Gastaldi que posteriormente fue enterrado en ella. Las obras se interrumpieron tras la muerte del pontífice en 1667; fueron retomadas en 1673 bajo la supervisión de Bernini y con la colaboración de Carlo Fontana, y terminadas en 1679.
El interior de la iglesia tiene una planta elíptica, mientras que su considerada «gemela» Santa Maria dei Miracoli tiene una planta circular; tiene seis capillas laterales, frente a las cuatro de su «gemela». En julio de 1825, el papa León XII la elevó a la dignidad de basílica menor.
A partir de 1953 la iglesia se convirtió en sede de la «misa de los artistas» (messa degli artisti), una singular iniciativa ideada en 1941 por Ennio Francia; tras haberse celebrado en varios lugares de culto diferentes, este evento encontró su sede en esta iglesia de la Piazza del Popolo, donde todos los domingos, desde hace más de sesenta años, se celebra esta misa en la que participan representantes del mundo de la cultura y del arte. También se celebran a menudo en esta iglesia las exequias de personas ligadas al mundo de la cultura y de la televisión. Por estas razones es conocida también como la «iglesia de los artistas» (chiesa degli artisti).
Bajo las dos iglesias gemelas se encuentran los restos de dos monumentos funerarios con forma de pirámide, muy similares en forma y dimensiones a la Pirámide Cestia y a la demolida Pirámide Vaticana: también estos dos sepulcros debían datar de la época de Augusto y estaban colocados a modo de entrada monumental al Campo Marzio, justamente la función que tienen actualmente las dos iglesias.
En esta iglesia, el 10 de agosto de 1904, fue ordenado sacerdote Angelo Roncalli, el futuro papa Juan XXIII, evento recordado por una placa colocada durante su pontificado.